# أندريه زيمرمان
أندريه زيمرمان (بالفرنسية: André Zimmermann)‏ مواليد 20 فبراير 1939 في مايسونسغوت، هو دراج فرنسي سابق في صنف سباق الدراجات على الطريق.

## روابط خارجية
- أندريه زيمرمان على موقع أرشيف الدراجات (الإنجليزية)
- أندريه زيمرمان على موقع إحصائيات الدراجات الإحترافية (الإنجليزية)